# Bátky Zoltán
Bátky Zoltán (2004 és 2008 között Bátky-Valentin Zoltán, BZ néven is ismert) (Budapest, 1974. április 5. –) énekes, szövegíró, dalszerző, zenész, valamint szerkesztő-újságíró, szerkesztő, műsorvezető.

## Zenei pályája
Középiskolai évei alatt kezdett zenélni, először dobolni, majd emellett énekelni is, amatőr zenekarokban.
Profi együttesei közül először a Stonehenge tett szert népszerűségre Magyarországon és a világ több táján is. Az igényes progresszív rock- és metalzenét tartalmazó 2001-es Angelo Salutante album pedig kedvező szakmai visszajelzésekre talált és a zeneértő közönség körében is sikeresen szerepelt.

2003 óta tagja a több mint két évtizedes, Magyarországon és külföldön egyaránt elismert After Crying együttesnek és alkotóműhelynek, mely a klasszikus és rockzenei elemek egyéni vegyítésének, egyedi hangvételének köszönhetően meghatározó név a szakmában.

Bátky Zoltán a Wendigo alapító tagja. Az együttes 2004 óta létezik, debütáló nagylemeze (Let It Out) sikeres és keresett albummá vált, és 2006-ban jelölték a Fonogram díjra, ezáltal az Eurovíziós Dalfesztiválra is.
Második albumuk Audio Leash címen jelent meg, a CD formátum mellett jó ideig a zenekar hivatalos honlapjáról, valamint torrent csatornákon is ingyenesen, legálisan letölthető volt. A 2010 márciusában adott lemezbemutató koncertet követően a Wendigo szünetelteti aktív működését.

Érdekes fejleményként már az aktív időszak után, 2011 februárjában a Wendigo elnyerte a Fonogram díjat 2010 legjobb rock/metal lemeze kategóriában.
 2015-ben egyetlen koncert erejéig a Wendigo vendégzenészekkel kiegészülve sikeres koncertet adott a Prog Heaven fesztiválon, Budapesten.
A Queen Emlékzenekarban 2002 óta tölti be a frontemberi posztot. A csapat a Queen zenéjét nem a külsőségek leutánzásával, hanem a dalok koncertverzióinak minél hitelesebb felidézésével éleszti fel, legjobb fellépéseiket fesztiválok színpadain adják.
A H.A.R.D. zenekarban két évig énekelt: 2008-ban jelentették meg Traveler című albumukat, mely szintén nagy sikert aratott a hazai és külföldi médiában egyaránt. A csapat egyes tagjai mégis a Traveler irányvonalától eltérő útra szerettek volna lépni, ezért az együttműködés megszakadt.

2009-ben létrehozza a két EP-t rögzítő PhoeniX Files projectet, melyben a Wendigo és a H.A.R.D. egyes tagjait gyűjtötte egybe: A Wendigo tagok közül Takács Jozzy gitározott és Varjú Attila dobolt, a H.A.R.D-ból Szebényi Dániel billentyűzött, valamint BZ egyik régebbi zenekarából Juhász 'Beren' Viktor basszusgitározott a csapat két, ingyenesen letölthető kiadványán. .
2011-ben, próbákkal töltött két évet követően nagy sikerrel lépett újra színpadra a Stonehenge a MetalFest Open Air 2011 nagyszínpadán, ám ezt a koncertet a zenekar tagjainak eltérő motivációi és tervei miatt nem követték további fellépések és lemezek.
2012-ben új zenekart hívott életre At Night I Fly néven. A csapat négyszámos bemutatkozó EP-je 2012 novemberében jelent meg, majd 2019 végén a Hammer Music kiadványaként látott napvilágot a Mirror Maze című album. 2024-ben érkezett a folytatása, melynek címe collision/fusion/division.
BZ több lemezen közreműködött vokalistaként, társszerzőként (Ágnes Vanilla, Watch My Dying, Remorse, Mantra, Salvus, Wackor), de akár teljesen eltérő műfajokban működő előadók számára is ír dalokat (DJ Sterbinszky, DJ Andrewboy). Kísérő, aláfestő és reklámzenéket is ír, rögzít és hangszerel. Videojátékok számára is szerez zenéket, egyik munkája a Morningstar: Descent to Deadrock című indie kalandjáték főcíme és kísérete. Az ének mellett dobol, gitározik, billentyűs hangszereken és fuvolán játszik, valamint számítógépes zeneszerkesztő- és stúdiószoftvereket használ. Zenekarainak inaktív időszakában szólódalokat és feldolgozásokat rögzít, melyeket YouTube csatornáján tesz közzé.
2017 januárjában csatlakozott a Wall of Sleep zenekarhoz. Velük eddig két lemezt jelentetett meg. 2018-ban a The Road Through The Never című albumot, majd 2025 májusában a The Kingdom című lemezt.

## Diszkográfia
Stonehenge
- Angelo Salutante (CD, 2001)

After Crying
- Show (CD, 2003)
- Live (DVD, 2007)
- Creatura (CD, 2011)
- XXV (CD+DVD, 2013)

Wendigo
- R3C0nn3ct1ng (EP, 2004)
- Let It Out (CD, 2006)
- Audio Leash (CD, 2009)

H.A.R.D.
- Traveler (CD, 2008)
- The Beau Hill Mixes (Digital EP, 2009)

Phoenix Files
- Rising (Digital EP, 2010)
- Scars for Sale (Digital EP, 2011)

At Night I Fly
- September Kills (Digital EP, 2012)
- Mirror Maze (CD, 2019)
- collision/fusion/division (CD,LP,MC, 2024)

Wall Of Sleep
- The Road Through The Never (CD, 2018)
- The Kingdom (CD, 2025)

Főbb vendégszereplései
- Hard – 100% Hard (2007) Angol fordítás, vokálok
- Ágnes – A Gömb (2008) Az "Álmodók" dal társszerzője, ének, vokál
- Morpheus – III (2008) Vokálok, vokál arrangement
- Mantra – Akarom látni (2008) Vokálok, vokál arrangement
- Salvus – Minden kezdet (2008) Ének a "Stigma" dalban
- Watch My Dying – Moebius (2009) Ének az "Éter" dalban
- Remorse – D.Ü.H. (2008) "Amikor vége 2" dalban

## Zenén kívüli pályafutása, magánélete
Újságíróként végzett a Budapest Média Intézetben, 1995-ben. Több informatikai munkahelyen dolgozott kereskedelmi és marketing területeken, majd 2004-ben az IDG Hungary-nál helyezkedik el, ahol éveken keresztül a PC World magazin online változatának felelős szerkesztője, valamint a GameStar magazin szakújságírója. 2010-től a Bitport.hu szerkesztő-újságírója,
 majd 2013 elejétől a 24.hu tech és mobil rovatának vezetője (korábban Technet és Mobilport). 2017 elejétől visszatért a PC World online kiadásának élére főszerkesztőként. 2020 májusától a PC World mellett az ugyanazon kiadóvállalatnál működő Computerworld online brand managere is egyben.
Gyakran látható műsorvezetőként különféle rendezvényeken, leginkább informatikai, üzleti és gamer témákban. 2012-ben a Hétpecsét Információbiztonsági Egyesülettől megkapta az "Év információbiztonsági újságírója" elismerést.
A PlayIT rendezvények (és ezek elődeinek számító Budapest Game Show-k és World Cyber Games show-k) műsorvezetője, valamint a PlayIT Ház és HelloHungary Village adások műsorvezetője Losonczi Katával.
A Twitch platformon BZmusic néven közismert streamer, beszélgetős műsorok mellett zenei tartalmakat és játékokat is közvetít.
2017 óta Bécsben él, de a munkái, koncertjei miatt gyakran jár Magyarországon.